# Ålands förbundslag i fotboll
Ålands förbundslag i fotboll representerar Åland i fotboll. Det åländska landslaget är varken medlem i Fifa eller Uefa och styrs av Ålands fotbollsförbund.
Ålands förbundslag deltar i turneringar som Island Games, det vill säga Internationella öspelen. Laget spelade sin första match 1985 då man mötte det samiska landslaget. Åland vann matchen med 4-2.
Lagets största framgångar är två tredjeplaceringar i Öspelen, först 1989 på Färöarna och  1993 på Isle of Wight.
2009 deltog laget i Öspelen, då de anordnades på Åland.
Spelare som representerat det åländska förbundslaget kan även spela för Finland eftersom öriket hör till Republiken Finland.